# Ціпов'яз Ольга Петрівна
Ольга Петрівна Ціпов'яз (нар. 21 жовтня 1949, тепер Республіка Білорусь) — українська радянська діячка, свердувальниця головного підприємства Кіровоградського виробничого об'єднання «Червона Зірка». Депутат Верховної Ради УРСР 11-го скликання.

## Біографія
Освіта середня.
З 1967 року — учениця свердувальника Кіровоградського заводу сільськогосподарських машин «Червона Зірка».
З 1971 року — свердувальниця головного підприємства Кіровоградського виробничого об'єднання по сівалках «Червона Зірка».
Потім — на пенсії в місті Кіровограді (Кропивницькому).

## Нагороди
- ордени
- медалі